# Symphalangus syndactylus
El siamang (Symphalangus syndactylus) es una especie de primate hominoideo de la familia Hylobatidae nativo de Malasia, el norte de Tailandia y Sumatra, con dos subespecies. 
Es el más grande de los simios menores, tanto así que puede ser el doble de grande que otros gibones y casi alcanzar el tamaño de los chimpancés, con más de un metro de altura y cerca de 25 kg. El siamang es la única especie en el género Symphalangus.

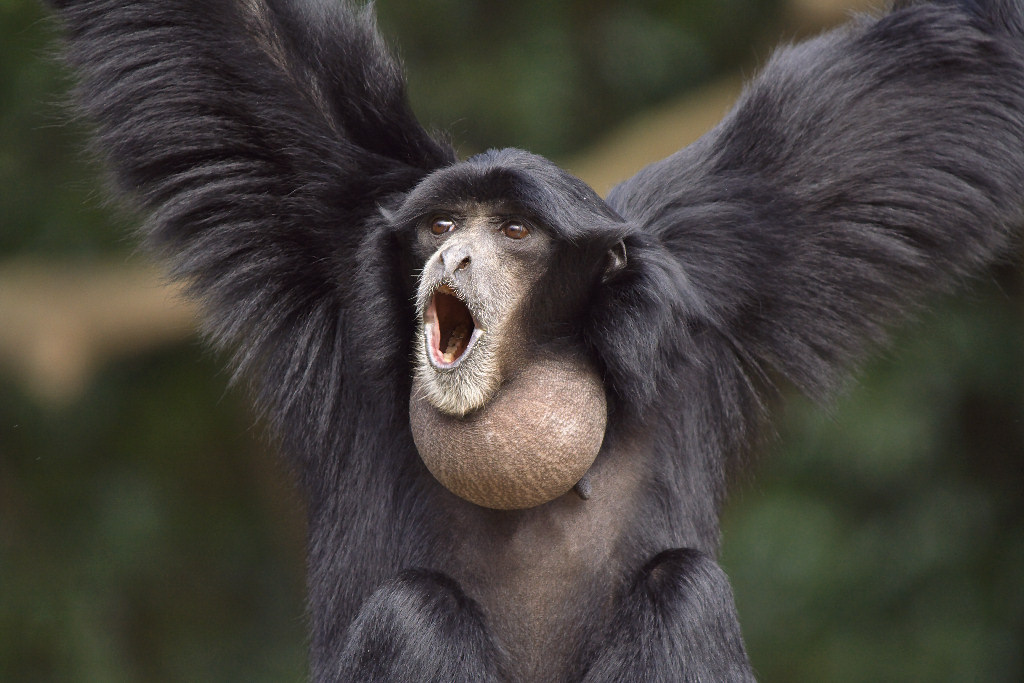
Siamang emitiendo llamados, se aprecia el gran saco gular que utiliza para amplificar los sonidos.

El siamang es único por dos razones. Primero, tiene dos dedos en cada pie que se han fusionado (de allí el nombre sindáctilo). La segunda, es el gran «saco gular» (el cual se encuentra en el macho de esta especie), el cual es pliegue o buche en la garganta que puede inflarse hasta alcanzar el tamaño de su cabeza. El saco gular le permite al siamang emitir unos llamados muy sonoros en su hábitat. Esta especie tiene 25 pares de cromosomas en sus células diploides.
Hay dos subespecies de siamang: el siamang de Sumatra (S. s. syndactylus) y el siamang malayo (S. s. continentis). Por otra parte, los individuos malayos constituyen una sola población. El siamang es el único gibón que es simpátrico con otras especies de gibones; coincidiendo en distribución con el gibón de Kloss (Hylobates klossii) y el gibón lar (Hylobates lar).
La supervivencia de la especie está amenazada por la destrucción de su hábitat, por la destrucción de la selva en Malasia y Sumatra para la producción de aceite de palma, mientras que también los afecta el tráfico ilegal de fauna, ya que muchas personas los compran y los venden como mascotas exóticas.
El siamang tiene una esperanza de vida promedio de 30 años en cautiverio.

## Ecología
El siamang habita los bosques remanentes de la isla de Sumatra y la península malaya, y están ampliamente distribuidos por los bosques de las tierras bajas a los bosques montanos. El siamang vive en grupos superiores de 6 individuos (4 en promedio) y ocupan aproximadamente 23 hectáreas. Las llamadas melodiosas del siamang rompen el silencio de la mañana antes de los llamados del gibón ágil. El siamang en Sumatra y Península malaya son similares en apariencia, pero difieren en su comportamiento.

## Dieta
La dieta del siamang está principalmente constituida por varias partes de plantas. El siamang de Sumatra es más frugívoro que su primo malayo, en el que la fruta constituye más del 60 % de su dieta. El siamang se alimenta de al menos 160 especies de plantas, desde enredaderas hasta plantas leñosas. Su principal alimento es el higo o breva de las especies del género Ficus, miembro de la familia Moraceae. El siamang prefiere comer los frutos maduros y las hojas jóvenes. También se alimenta de las corolas (conjunto de pétalos) de las flores grandes o come todas las partes si las flores son pequeñas. Los siamang colectan varios frutos pequeños antes de consumirlos. Cuando los frutos son grandes y tienen semillas duras descartan estas últimas.

## Demografía y población
Un grupo de siamangs normalmente consiste de un macho dominante adulto, una hembra dominante adulta con su descendencia y algunos subadultos. Los subadultos usualmente abandonan el grupo después de los 6 u 8 años; las hembras subadultas tienden a dejar el grupo antes que los machos jóvenes. Un estudio en relación con el efecto de la alteración del hábitat en el siamang encontró que la composición de los grupos varía en sexos y edades entre los bosques intactos y los bosques surgidos después de un incendio. Las poblaciones de estos últimos estaban más constituidas por individuos adultos y subadultos en comparación con las poblaciones de los bosques intactos. Las poblaciones de siamangs en bosques surgidos tras incendios contaban con menos infantes y adolescentes porque la supervivencia infantil es menor en los bosques alterados.
En la década de 1980, la población indonesia del siamang en la naturaleza se estimó en 360 000 individuos. Sin embargo, esta parece haber sido sobrestimada. Como ejemplo, el Parque nacional de Bukit Barisan Selatan (BBSNP por sus siglas en inglés) es la tercera área protegida más grande (3568 km²) en Sumatra, de los cuales aproximadamente 2570 km² corresponden a bosque, y en el habitan 22 390 siamangs (censo de 2002). De acuerdo a dos programas de investigación llevados en Sumatra, el siamang prefiere habitar en los bosques de tierras bajas entre los 500 y los 1000 m s. n. m. (metros sobre el nivel del mar).

## Comportamiento
El siamang tiende a gastar más del 50 % de su tiempo cuando está despierto (desde el amanecer hasta el atardecer), en la alimentación, desplazamiento, forrajeo y actividades sociales. Esto se lleva a cabo hasta el mediodía, tomando tiempo para acicalarse unos a otros o para jugar. Durante el resto del tiempo se la pasa descansando sobre la rama de un árbol grande sobre su espalda o sobre su estómago. La búsqueda de alimento se hace principalmente en horas de la mañana.
Durante la estación seca la duración del rango de actividad diaria es más largo que en la estación lluviosa. Los siamang del sur de Sumatra se toman menos tiempo para buscar alimento que en otras partes porque consume más fruta y por lo tanto obtiene una mejor nutrición, lo cual resulta en menos tiempo dedicado para buscar alimento. Algunas veces el siamang dedicará todo el tiempo en la búsqueda de alimento en los grandes árboles frutales, para luego retirarse de allí a descansar y regresando a estos cuando sea necesario.

### Llamado del siamang
Los siamangs inician el día emitiendo sus llamados con mayor frecuencia en la horas de la mañana, disminuyendo después de mediodía, con la frecuencia más alta entre las 9:00 a. m. y las 10:00 a. m. La mayoría de los llamados de los siamanes son dirigidos a sus vecinos más que a los miembros de su propio territorio. Esto significa que el llamado de los siamangs es en repuesta a amenazas o para la defensa de su terreno. Los llamados del final de la mañana suceden típicamente cuando encuentran o ven otro grupo de siamangs. El límite del territorio de los siamangs, el cual puede confluir con el de otro grupo, es con frecuencia el sitio donde se emiten los sonidos. La respuesta a los llamados ocasionalmente ocurre cerca del límite o en la zona de confluencia. Los llamados son más frecuentes cuando las frutas son abundantes a diferencia de cuando son escasas.
Los despliegues de sonidos van acompañados de balanceo entre las ramas y sacudidas de las mismas y movimientos alrededor del tronco de los árboles. Estos movimientos pueden señalar a otros grupos su ubicación actual. Los siamangs emiten sus sonidos preferiblemente desde árboles vivos grandes y altos, este puede ser el lugar donde son observados más fácilmente, con la connotación que estos árboles grandes pueden soportar mejor los movimientos de los animales. Los árboles desde los cuales se emiten los sonidos usualmente se encuentran cerca aquellos donde consiguen su alimento pero en ocasiones lo hacen desde estos mismos.

## Conservación
En 2008, la IUCN clasificó al siamang como una especie amenazada (EN del inglés «endargered»), el motivo para catalogarlo fue la disminución de al menos el 50 % de los individuos en los últimos 40 años debido principalmente a la cacería para el comercio ilegal y la pérdida continua de su hábitat (por la expansión de la agricultura y la construcción de carreteras). Se ha perdido entre  70 y  80 % de su territorio en 50 años. Sin embargo, la especie habita en numerosas áreas protegidas y mantiene una población viable. En el futuro podría ser clasificado como críticamente amenazado debido a la pérdida histórica de su hábitat y debe ser estrechamente monitorizado en el futuro.

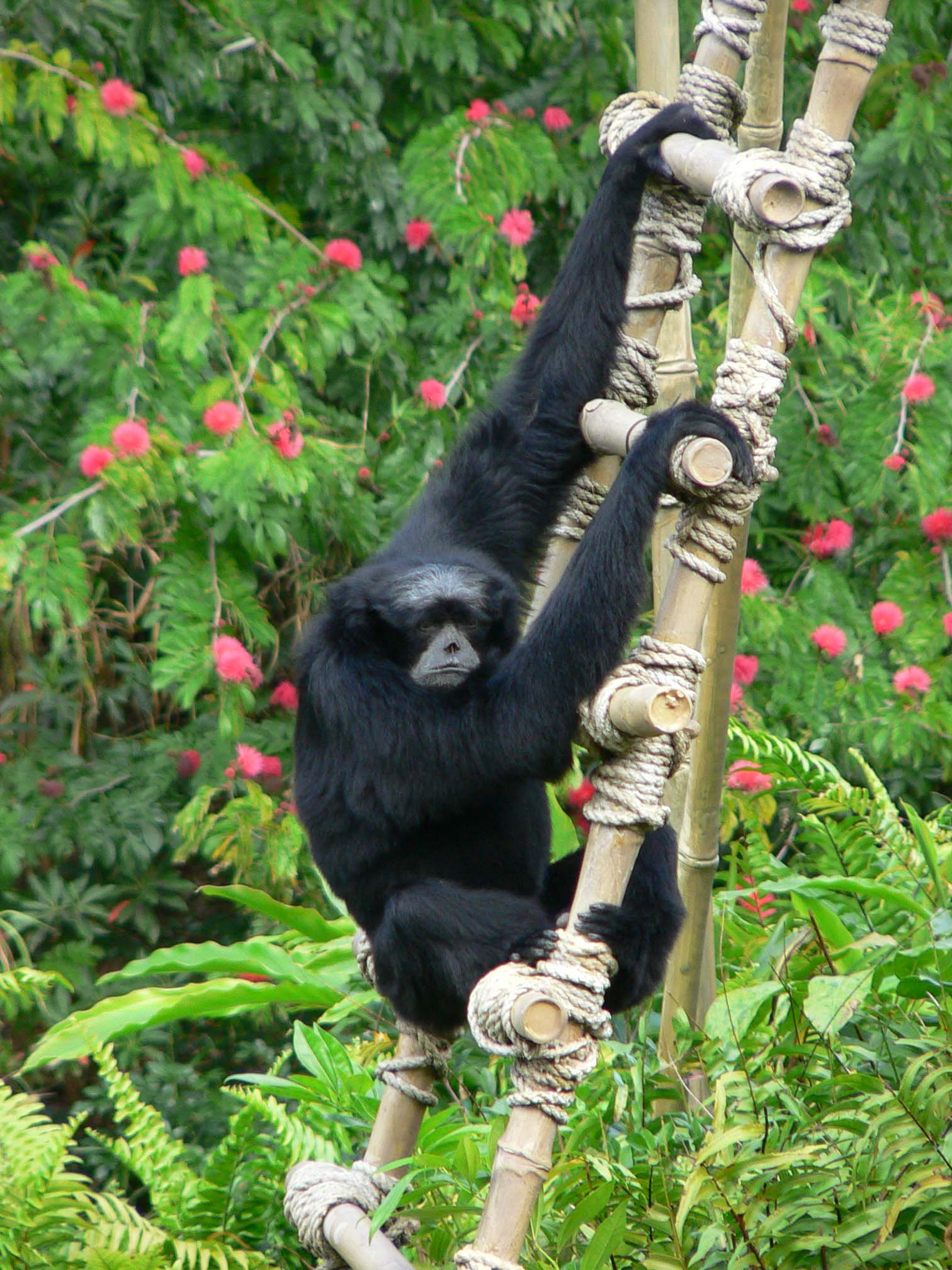
Los siamang que llegan al tráfico ilegal de mascotas han pasado por eventos traumáticos. Dado que las madres siamang protegen activamente a las crías los traficantes matan a la madre para robar el infante.

El siamang, como primate arbóreo depende absolutamente del bosque para su existencia, pues su fuente principal de alimento son los árboles frutales para vivir. En la actualidad la población de siamangs ha disminuido por la pérdida o degradación de su hábitat, la cacería y el tráfico de fauna silvestre.
La mayor amenaza para el siamang es la pérdida del hábitat para plantaciones, por incendios forestales, extracción ilegal de maderas y por el desarrollo de poblados. Primeramente, las plantaciones de palma de aceite Elaeis guineensis han destruido grandes áreas del hábitat del Siamang en las últimas cuatro décadas. Desde 2002, se han plantado 107 000 km² (kilómetros cuadrados), las cuales han reemplazado la selva lluviosa en Indonesia y Malaysia, donde originalmente vivía este hilobátido. En segundo lugar, los incendios forestales han destruido en las dos últimas décadas más de 20 000 km² de selva húmeda de Sumatra, principalmente en las tierras bajas, el hábitat principal del Siamang. En tercer lugar, la tala ilegal en Indonesia se incrementó de 1980 a 1995 y fue más rápida después que la reformación estaba comenzando en 1998. Estas actividades ilegales devastaron la selva tropical lluviosa en Sumatra. En cuarto lugar, los cultivos a la sombra del bosque también han contribuido. Por ejemplo, los altos precios del café en 1998 incitaron a los pobladores de Sumatra para reemplazar el bosque con cultivos de café. En quinto lugar, el desarrollo de muchas áreas necesitan infraestructuras tales como carreteras, las cuales dividen y fraccionan áreas de conservadas causando fragmentación de hábitat y efecto de borde El siamang al ser un primate arbóreo no cruza por lugares que se han modificado con carreteras.
Como en otras partes de Asia, los primate no son consumidos como alimento en Indonesia (con excepción de algunos restaurantes chinos en este país que sirven macacos en su menú). Sin embargo, hay cacería y captura para el tráfico ilegal de mascotas. especialmente los infantes son víctimas de esta práctica. Como las madres son altamente protectoras de sus crías, los traficantes matan a sus madres para capturar a las crías. Debido al fuerte impacto de estos eventos la mayoría de los siamang infantes mueren durante el transporte.
Entre las diferentes iniciativas encaminadas a su preservación como especie, destaca el «Proyecto Kalaweit», asociación que ha devuelto a varios individuos a la libertad, después de recuperarlos de propietarios ilegales.